# Телепа
Телепа (банатски български: Telepa, на румънски: Colonia Bulgară; на немски: Bulgarische Kolonie; на унгарски: Bulgartelep) е село в община Стар Бешенов, окръг Тимиш, Банат, Румъния. Селото се намира в най-западната част на Румъния, бидейки разположено недалеч от границата с Унгария и Сърбия.

## История
Колония булгара е основана в началото на 1845 година от банатски български католици, дошли от близкото българско село Стар Бешенов. Първоначално селото се наричало Телеп, което в превод от унгарски означава поселение. Причините да се установят тук са две — от една страна, собствениците на земята, които били унгарци, имали нужда от работна ръка за тютюновите си полета, а от друга – българската традиция повелява първият наследник да наследява цялото имущество. Така семействата с повече наследници се ориентирали към придобиването на нова собственост.
През 1852 година е построен католически параклис, а сегашната църква – през 1912 година. Училището в селото е изградено през 1904 година. До присъединяването на Банат към Румъния унгарската администрация наричала селото Bolgartelep, което в превод означава Българската колония, което име по-късно е приспособено на румънски. Интересно е да се отбележи, че банатската българска общност продължава да нарича селото с първоначалното му име Телеп. Пак през същия период тук започват да се установяват все повече унгарци, а и известен, но по-малък, брой германци. Към края на времевия отсек между двете световни войни броят на българите е съвсем малко повече от този на унгарците. След Втората световна война унгарците дори стават мнозинство от населението в селото. Оттогава обаче населението на Колония булгара стремглаво намалява.

## Население
През 1910 година Колония булгара има население от 714 българи. През 1930 населението на селото вече наброява 830 жители, от които 353 българи, 228 унгарци, 123 германци, 13 румънци и 3 цигани.
Според преброяването от 2002 година Колония булгара има 34 жители, от които само 2 българи. Според статистиката мнозинството от населението на селото са румънци – 17 души, а след това са унгарците – 10 души. Като цяло статистиката отчита рязък спад в броя на жителите на Колония булгара. Същевременно българската общност – основополагащият елемент, основал селището и живял там в продължение на повече от 150 години, понастоящем не съществува.